# Lemme de classe monotone
Le lemme de classe monotone, dû à Wacław Sierpiński et popularisé par Eugene Dynkin, permet de démontrer, de manière économique, l'égalité entre deux lois de probabilité : de même que deux applications linéaires qui coïncident sur une base coïncident sur l'espace entier, deux mesures de probabilité qui coïncident sur un π-système, coïncident sur la tribu engendrée par ce π-système.
Dans certains ouvrages, le lemme de classe monotone apparaît sous le nom de « théorème pi-lambda de Dynkin ».

## Classe monotone et  π-système
Définition — 
- Une classe {\displaystyle {\mathcal {C}}}  de parties d'un ensemble Ω est appelée π-système si cette classe est stable par intersection finie :

- Une classe {\displaystyle {\mathcal {M}}}  de parties d'un ensemble Ω est appelée λ-système ou classe monotone si cette classe contient Ω  et est stable par différence, et par réunion croissante :

- une classe d'intervalles : {\displaystyle {\mathcal {C}}_{1}=\{]-\infty ,\,x]\ |\ x\in \mathbb {R} \}.}
- la classe des singletons : {\displaystyle {\mathcal {C}}_{2}=\{\{x\}\ |\ x\in \Omega \}\ \cup \ \{\emptyset \}.}
- la classe des pavés : {\displaystyle {\mathcal {C}}_{3}=\{A\times B\ |\ A,B\in {\mathcal {P}}(\Omega )\}.}

Soit deux mesures de probabilité {\displaystyle \mathbb {P} }  et {\displaystyle \mathbb {Q} }  définies sur {\displaystyle (\Omega ,{\mathcal {B}}).}  La classe {\displaystyle {\mathcal {M}}=\{A\in {\mathcal {B}}\ |\ \mathbb {P} (A)=\mathbb {Q} (A)\}} est une classe monotone.

## Énoncé et démonstration du lemme de classe monotone
Lemme de classe monotone — 
La plus petite classe monotone contenant le  π-système {\displaystyle {\mathcal {C}}}  est la tribu engendrée par  {\displaystyle {\mathcal {C}}.}

## Applications

### Lemme d'unicité des mesures de probabilité
Le lemme de classe monotone a une conséquence immédiate
Lemme d'unicité des mesures de probabilité — 
Deux mesures de probabilité {\displaystyle \mathbb {P} }  et {\displaystyle \mathbb {Q} }  définies sur l'espace probabilisable
{\displaystyle (\Omega ,{\mathcal {A}}),}  et coincidant sur le π-système {\displaystyle {\mathcal {C}}\subset {\mathcal {A}},}  coïncident aussi sur la tribu engendrée par {\displaystyle {\mathcal {C}}}  :
Parmi de nombreuses applications importantes du lemme d'unicité, citons celle qui est peut-être la plus importante :
Corollaire — Il suit que :
- deux mesures de probabilité {\displaystyle \mathbb {P} }  et {\displaystyle \mathbb {Q} }  définies sur {\displaystyle (\mathbb {R} ,{\mathcal {B}}(\mathbb {R} ))}  sont égales si elles ont même fonction de répartition ;
- deux variables aléatoires réelles {\displaystyle X}  et {\displaystyle Y} ont même loi si elles ont même fonction de répartition.

### Critères d'indépendance
Par exemple,
Critères — Soit X et Y  deux variables aléatoires réelles définies sur un espace probabilisé {\displaystyle (\Omega ,{\mathcal {A}},\mathbb {P} ).}
- Si, pour tout couple (x,y) de nombres réels,

alors X et Y sont indépendantes.
- Si Y est à valeurs dans {\displaystyle \mathbb {N} ,} et si, pour tout couple {\displaystyle (x,n)\in \mathbb {R} \times \mathbb {N} ,}

alors X et Y sont indépendantes.
- Bien sûr, si X et Y sont à valeurs dans {\displaystyle \mathbb {N} ,} et si, pour tout couple {\displaystyle (m,n)\in \mathbb {N} ^{2},}

alors X et Y sont indépendantes.
La démonstration du dernier critère ne nécessite pas le lemme de classe monotone, mais ce lemme est très utile pour la démonstration des deux premiers critères. On peut utiliser le deuxième critère pour démontrer, par exemple, que dans la méthode de rejet, le nombre d'itérations  est indépendant de l'objet aléatoire (souvent un nombre aléatoire) engendré au terme de ces itérations. Pour la démonstration de ces critères, ainsi que pour la démonstration du lemme de regroupement, on a besoin de la définition et de la proposition suivantes.
Définition —  Dans un espace probabilisé {\displaystyle (\Omega ,{\mathcal {A}},\mathbb {P} ),} une famille finie {\displaystyle ({\mathcal {C}}_{i})_{i\in I}} de classes incluses dans {\displaystyle {\mathcal {A}}}  est une famille mutuellement indépendante si et seulement si
Proposition — Si, dans un espace probabilisé {\displaystyle (\Omega ,{\mathcal {A}},\mathbb {P} ),} une famille finie {\displaystyle ({\mathcal {C}}_{i})_{i\in I}} de π-systèmes inclus dans {\displaystyle {\mathcal {A}}}  est une famille mutuellement indépendante, alors
la famille {\displaystyle \left(\sigma ({\mathcal {C}}_{i})\right)_{i\in I}} est une famille de tribus mutuellement indépendantes.
- Posons {\displaystyle {\mathcal {C}}_{1}=\{X^{-1}(]-\infty ,\,x])\ |\ x\in \mathbb {R} \}} et {\displaystyle {\mathcal {C}}_{2}=\{Y^{-1}(]-\infty ,\,y])\ |\ y\in \mathbb {R} \}.} Alors, sous les hypothèses du premier critère, {\displaystyle {\mathcal {C}}_{1}} et {\displaystyle {\mathcal {C}}_{2}} sont des π-systèmes indépendants. En vertu de la proposition, {\displaystyle \sigma ({\mathcal {C}}_{1})} et {\displaystyle \sigma ({\mathcal {C}}_{2})} sont alors des tribus indépendantes. Mais {\displaystyle \sigma ({\mathcal {C}}_{1})=\sigma (X)} et {\displaystyle \sigma ({\mathcal {C}}_{2})=\sigma (Y),} ce qui assure bien l'indépendance du couple (X,Y).
- Posons {\displaystyle {\mathcal {C}}_{3}=\{X^{-1}(m)\ |\ m\in \mathbb {N} \}\cup \{\emptyset \}}  et {\displaystyle {\mathcal {C}}_{4}=\{Y^{-1}(n)\ |\ n\in \mathbb {N} \}\cup \{\emptyset \}.} Sous les hypothèses du deuxième critère, {\displaystyle {\mathcal {C}}_{1}} et {\displaystyle {\mathcal {C}}_{4}} sont des π-systèmes indépendants. Par ailleurs, {\displaystyle \sigma ({\mathcal {C}}_{1})=\sigma (X)} et {\displaystyle \sigma ({\mathcal {C}}_{4})=\sigma (Y),} et on conclut comme précédemment. Pour démontrer le troisième critère, on utilise cette fois {\displaystyle {\mathcal {C}}_{3}} et {\displaystyle {\mathcal {C}}_{4}.}

### Pages liées
- Loi de probabilité
- Fonction de répartition
- Tribu (mathématiques)
- Indépendance (probabilités)